# Estaràs
Estaràs là một đô thị trong tỉnh Lleida, cộng đồng tự trị Cataluña Tây Ban Nha. Đô thị Estaràs có diện tích là 20,9 ki-lô-mét vuông, dân số năm 2009 là 177 người với mật độ 8,47 người/km². Đô thị Estaràs có cự ly km so với tỉnh lỵ Lleida.